# Nervo nasociliare
Il nervo nasociliare è un ramo del nervo oftalmico.
Entra nella cavità orbitaria per l'anello tendineo di Zinn e prosegue in medialmente incrociando superiormente l'arteria oftalmica e il nervo ottico. Si porta poi tra i muscoli obliquo superiore e retto mediale dell'occhio sulla parete mediale dell'orbita e si divide nei seguenti rami terminali:
- nervo infratrocleare→percorre il margine superiore del muscolo retto mediale. Raggiunta la troclea del muscolo obliquo superiore, la attraversa e termina distribuendosi alle vie lacrimali, alla superficie mediale della congiuntiva e della palpebra superiore e alla cute della radice del naso;

- nervo etmoidale anteriore→lascia la cavità orbitaria spostandosi nel canale etmoidale anteriore. Percorre superiormente la lamina cribrosa dell'etmoide nella fossa cranica anteriore innervando anche la dura madre adiacente. Si porta ventralmente attraversando la lamina cribrosa e giunge sul tetto della cavità nasale dove si divide in un ramo nasale interno e in un ramo nasale esterno.

Il nervo nasociliare emette alcuni rami collaterali:
- radice lunga del ganglio ciliare→costituiscono il ganglio ciliare senza prendervi sinapsi e si portano al bulbo oculare con i nervi ciliari brevi (vedi ganglio ciliare);

- nervi ciliari lunghi→si portano al bulbo oculare nel quale penetrano insieme con le fibre dei nervi ciliari brevi, distribuendosi al corpo ciliare, all'iride e alla cornea (spesso contiene fibre simpatiche postgangliari per il muscolo dilatatore della pupilla) (vedi ganglio ciliare);

- nervo etmoidale posteriore→innerva la mucosa delle celle etmoidali posteriori e del seno sfenoidale;